# Hertha Klust
Hertha Erika Klust geborene Wurzbach (* 2. Juli 1903 in Posen; † 23. Februar 1970 in Berlin) war eine deutsche Pianistin.

## Werdegang
Hertha Wurzbach, die eine Ausbildung als Sängerin (Mezzosopran) besaß, war mit dem Kammermusiker Otto Klust verheiratet, der 1947 durch Suizid aus dem Leben schied. Sie arbeitete ab 1949 trotz zunehmender Schwerhörigkeit als Korrepetitorin an der Deutschen Oper Berlin, wo sie eine Reihe später bedeutender Sänger und Sängerinnen musikalisch formte, dabei auch Pilar Lorengar. Ihre Klavierausbildung hatte sie bei Käthe Heinemann erhalten.
Im Konzertsaal machte sie sich vor allem als Liedbegleiterin einen Namen. Neben Ernst Haefliger und Josef Greindl begleitete sie den jungen Dietrich Fischer-Dieskau, was durch zahlreiche Rundfunk- und Schallplattenaufnahmen der 1950er Jahre dokumentiert ist. Die gemeinsame Konzerttätigkeit mit Fischer-Dieskau begann bereits im Juli 1948 im Berliner Titania-Palast mit einer legendären Wiedergabe der „Schönen Müllerin“ von Franz Schubert und dauerte bis in die späten 1950er Jahre an.
1954 erhielt Hertha Klust den Berliner Kunstpreis.

## Diskografie (Auswahl)
Aufnahmen mit Dietrich Fischer-Dieskau:
- Johannes Brahms: Vier ernste Gesänge (1949)
- Gustav Mahler: 3 Lieder aus „Des Knaben Wunderhorn“ (1952)
- Johannes Brahms: Die schöne Magelone (1953)
- Franz Schubert: Die Winterreise (Konzertmitschnitt 1953)
- Robert Schumann: Liederkreis, op. 35 (Konzertmitschnitt 1954)
- Ludwig van Beethoven: Sechs Lieder von Gellert, op. 48 und 7 Lieder von Goethe (1955)
- Robert Schumann: Liederkreis, op. 24 und „Der arme Peter“ op. 53,3 (1956)
- Hugo Wolf: Lieder aus dem Italienischen Liederbuch, aus den Goethe-Liedern, aus den Mörike-Liedern (1948 - 53)

Aufnahmen mit Ernst Haefliger:
- Liederabend (Lieder von Schumann, Schoeck, Kodály und Wolf, 1958)

Aufnahmen mit Josef Greindl:
- Carl Loewe: Balladen (1951)
- Franz Schubert: Die Winterreise (1957)